# آیریش ایندیپندنت
آیریش ایندیپندنت (انگلیسی: Irish Independent) پرفروش‌ترین روزنامه روزانه ایرلندی است.

## گردش چاپ
متوسط تیراژ چاپ این روزنامه در سال ۱۹۹۹ تقریباً ۱۶۵۰۰۰ نسخه بود، و تا سال ۲۰۱۶ به حدود ۱۰۰٬۰۰۰ کاهش یافت.
| سال (دوره)              | تیراژ متوسط در هر شماره |
| ----------------------- | ----------------------- |
| ۱۹۹۹ (ژانویه تا ژوئیه)  | ۱۶۵,۶۵۰                 |
| ۲۰۰۶ (ژانویه تا دسامبر) | ۱۶۲,۵۸۲                 |
| ۲۰۰۹ (ژوئیه تا دسامبر)  | ۱۴۹,۹۰۶                 |
| ۲۰۱۲ (ژانویه تا ژوئن)   | ۱۲۵,۹۸۶                 |
| ۲۰۱۲ (ژوئیه تا دسامبر)  | ۱۲۳,۹۸۱                 |
| ۲۰۱۴ (ژانویه تا ژوئن)   | ۱۱۲,۳۸۳                 |
| 2016 (January to June)  | ۱۰۲,۵۳۷                 |
| ۲۰۱۶ (ژوئیه تا دسامبر)  | ۹۷,۱۰۴                  |
| ۲۰۱۷ (ژانویه تا ژوئن)   | ۹۴,۵۰۲                  |
| 2017 (July to December) | ۹۰,۱۰۷                  |
| ۲۰۱۸ (ژانویه تا ژوئن)   | ۸۷,۶۷۳                  |
| ۲۰۱۸ (ژوئیه تا دسامبر)  | ۸۳,۹۰۰                  |